# Musée Angladon
Le Musée Angladon - Collection Jacques Doucet est un musée d'Avignon situé dans l'hôtel de Massilian, un ancien hôtel particulier du XVIIIe siècle. Créé en 1996, selon les volontés de Jean et Paulette Angladon-Dubrujeaud, héritiers du couturier parisien Jacques Doucet (1853-1929), le musée présente une remarquable collection d'œuvres d'art des XVIIIe, XIXe et XXe siècles.

## Historique
Jacques Doucet créa l'une des premières maisons de haute-couture de Paris, installée de 1895 à 1927 rue de la Paix. Ayant fait fortune, il collectionna des ensembles variés d'œuvres d'art : des dessins, des tableaux, mais aussi du mobilier et des objets d'art, datant du XVIIIe siècle à l'époque contemporaine. Il fut également un mécène actif, qui soutint financièrement des écrivains tels que Louis Aragon, André Breton, Robert Desnos, Max Jacob, André Suarès, Antonin Artaud, Blaise Cendrars ou Pierre Reverdy et fit don à l'Université de Paris de deux bibliothèques complètes, composées de plusieurs milliers de livres et de documents, formant aujourd'hui respectivement la Bibliothèque d'art et d'archéologie Jacques Doucet (désormais Bibliothèque de l'INHA) et la Bibliothèque littéraire Jacques Doucet.
Doucet meurt en 1929. En 1958, sa veuve désigne pour héritier Jean Dubrujeaud, qui à son tour lègue sa fortune et la collection à son fils, Jean Angladon-Dubrujeaud, peintre et graveur vivant à Avignon, sous le nom de Jean Angladon (1906-1979). Lui et son épouse Paulette, Paulette Martin (1905-1988) de son nom d'artiste, firent don de certaines œuvres à des musées comme le Louvre, procédèrent à des ventes mais enrichirent aussi la collection par des acquisitions. Le couple, sans descendance, décida de léguer sa collection, par le biais de la Fondation de France, à une fondation créée en 1993 à Avignon, la Fondation Angladon-Dubrujeaud, reconnue d'utilité publique et chargée de mettre sur pied un musée d'art. Le Musée Angladon est inauguré le 15 novembre 1996. La Fondation, créée en 1993, dirige encore aujourd'hui le musée Angladon.

## L'hôtel de Massilian
Le musée est abrité dans l'hôtel de Massilian, du nom de la famille qui l’occupa au XVIIIe siècle. Il fut construit en 1694 par l’architecte Jean Péru. L'abbé Massilian, historien de la ville et prévôt coadjuteur de l'église Saint-Didier d'Avignon, y naquit le 11 avril 1721. L'hôtel fut légué à la Fondation Angladon-Dubrujeaud par Jean et Paulette Angladon-Dubrujeaud en même temps que leur collection. Il conserve un bel escalier d'époque ainsi que des éléments de décor discrets dans les salons du premier étage.

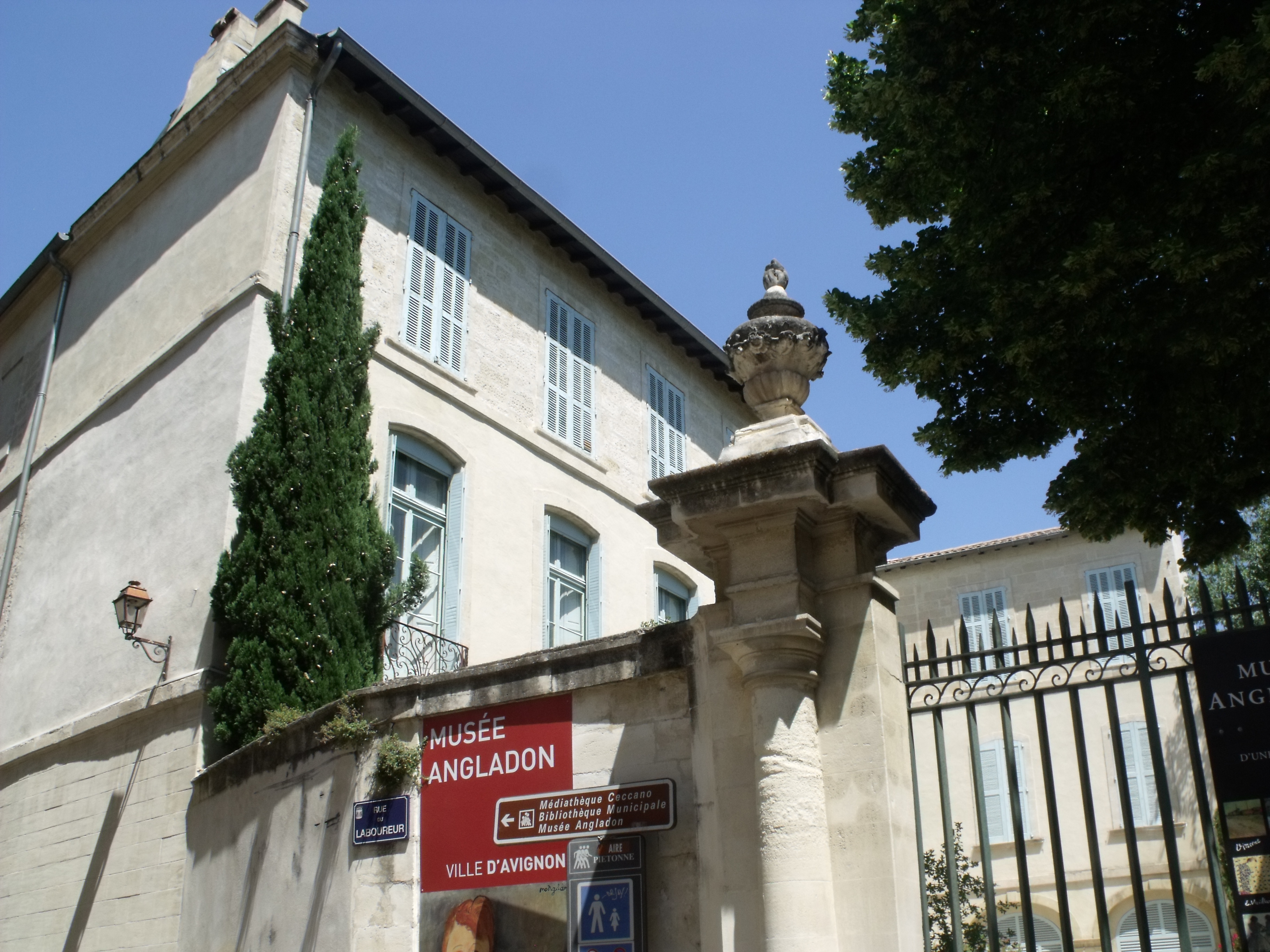
Façade de l'ancien Hôtel de Massillan.
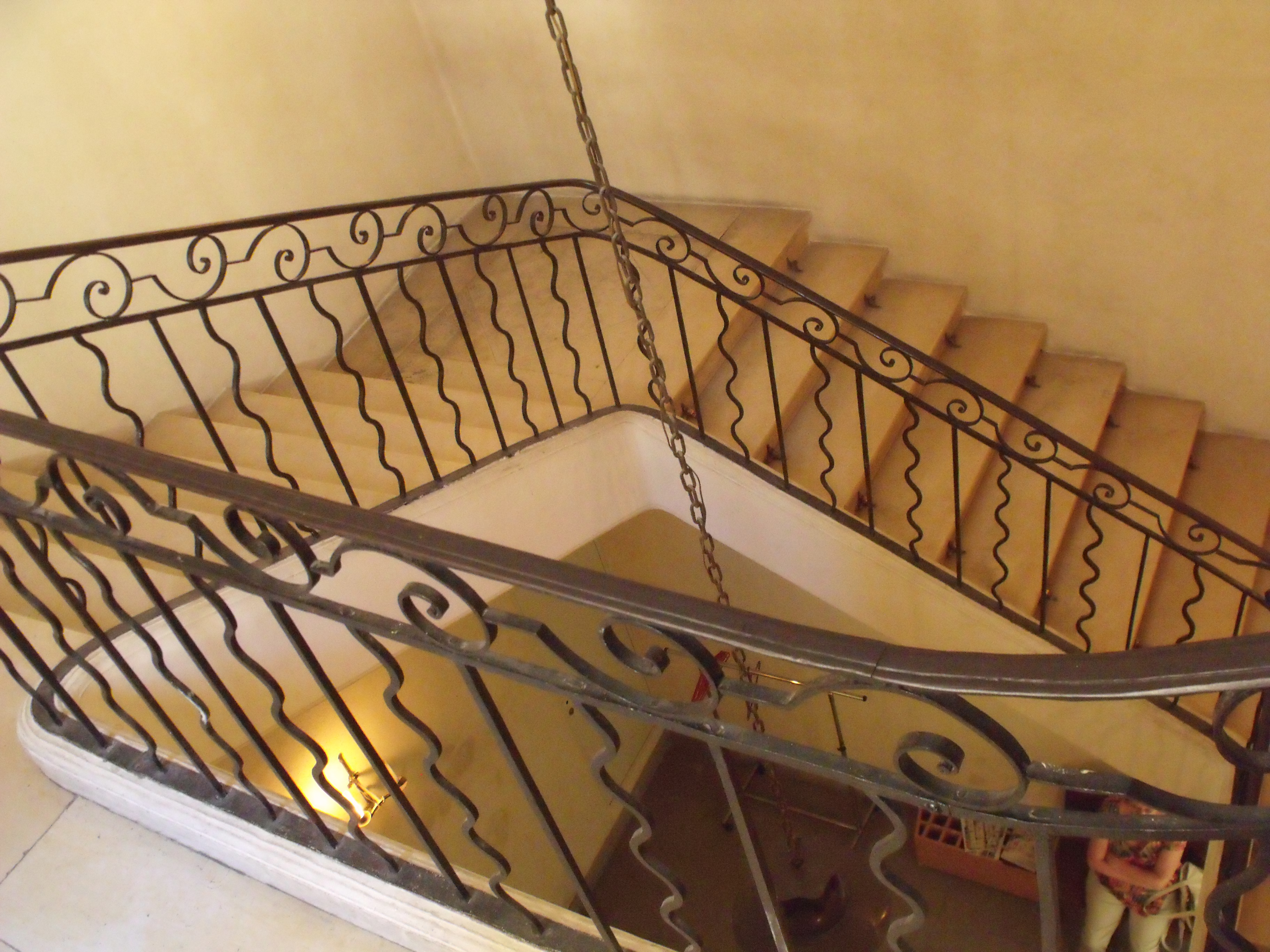
Escalier de l'ancien Hôtel de Massillan.

## Collections
- Œuvres de Pierre Dupuis, Jean Siméon Chardin, Claude Joseph Vernet, Hubert Robert et Thomas Lawrence, dessins de François Boucher et Juste-Aurèle Meissonnier, meubles estampillés Jacob, Tillard, Lelarge et nombreux objets d'art.
- Œuvres d'Eugène Carrière, Paul Cézanne, Honoré Daumier (Sancho Panza), Edgar Degas, Édouard Manet, Alfred Sisley, Vincent van Gogh, Rodo, Odilon Redon ou encore Édouard Vuillard.
- Œuvres d'artistes des milieux d'avant-garde que Doucet fréquentait comme André Derain, Jean-Louis Forain, Léonard Foujita, Amedeo Modigliani et Pablo Picasso .
- Jean Angladon et Paulette Martin furent eux aussi collectionneurs : à partir de 1968 ils commencèrent à acquérir des œuvres d'art du Moyen Âge et de la Renaissance (peintures, sculptures, mobilier), exposées dans deux salles du musée.
- Un cabinet oriental regroupe les objets d'art orientaux, notamment de la porcelaine ancienne, réunis par Jacques Doucet suivant le goût du XVIIIe siècle qu'il affectionnait particulièrement.

### Galerie

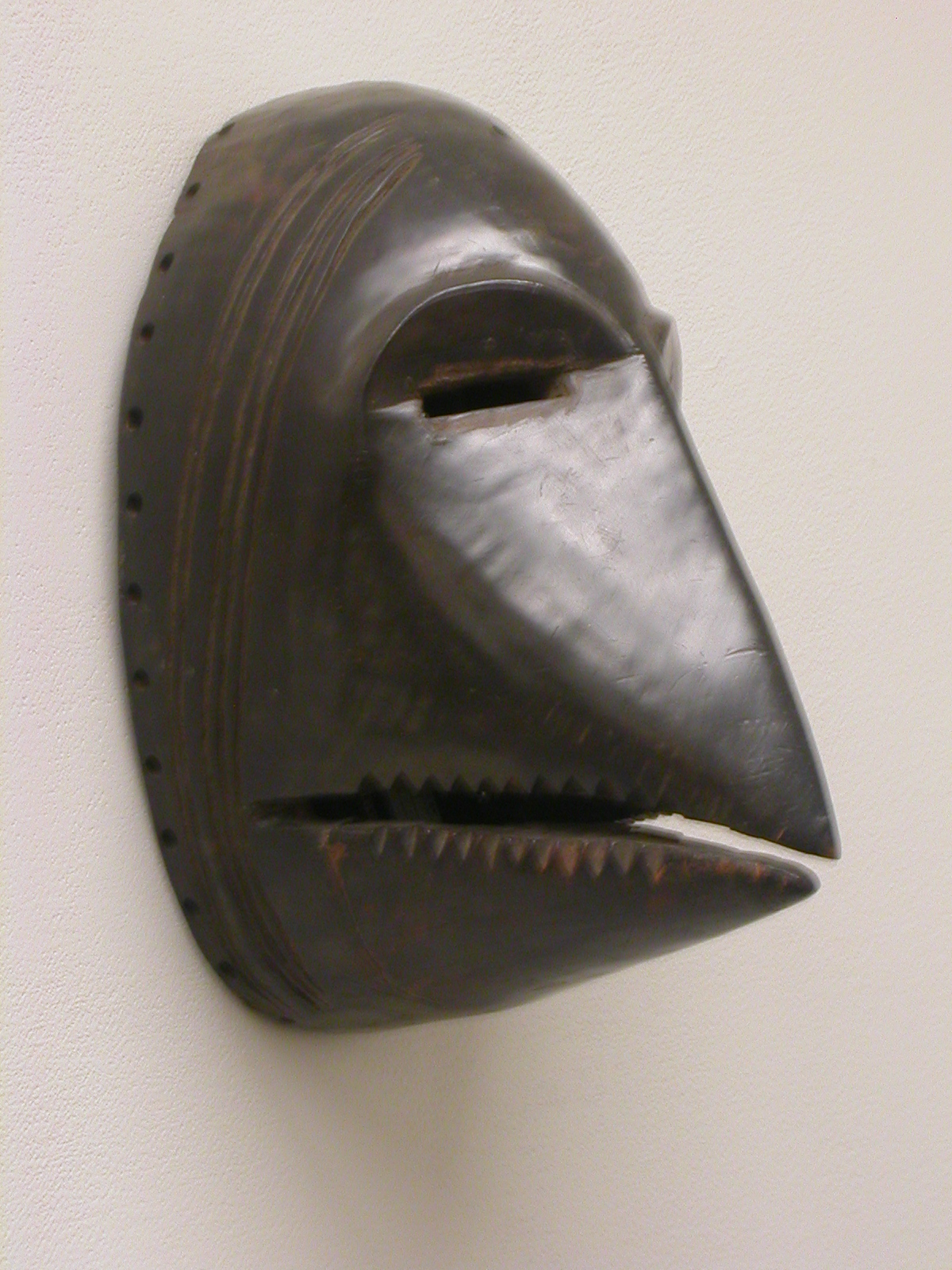
Masque de la Côte d'Ivoire.
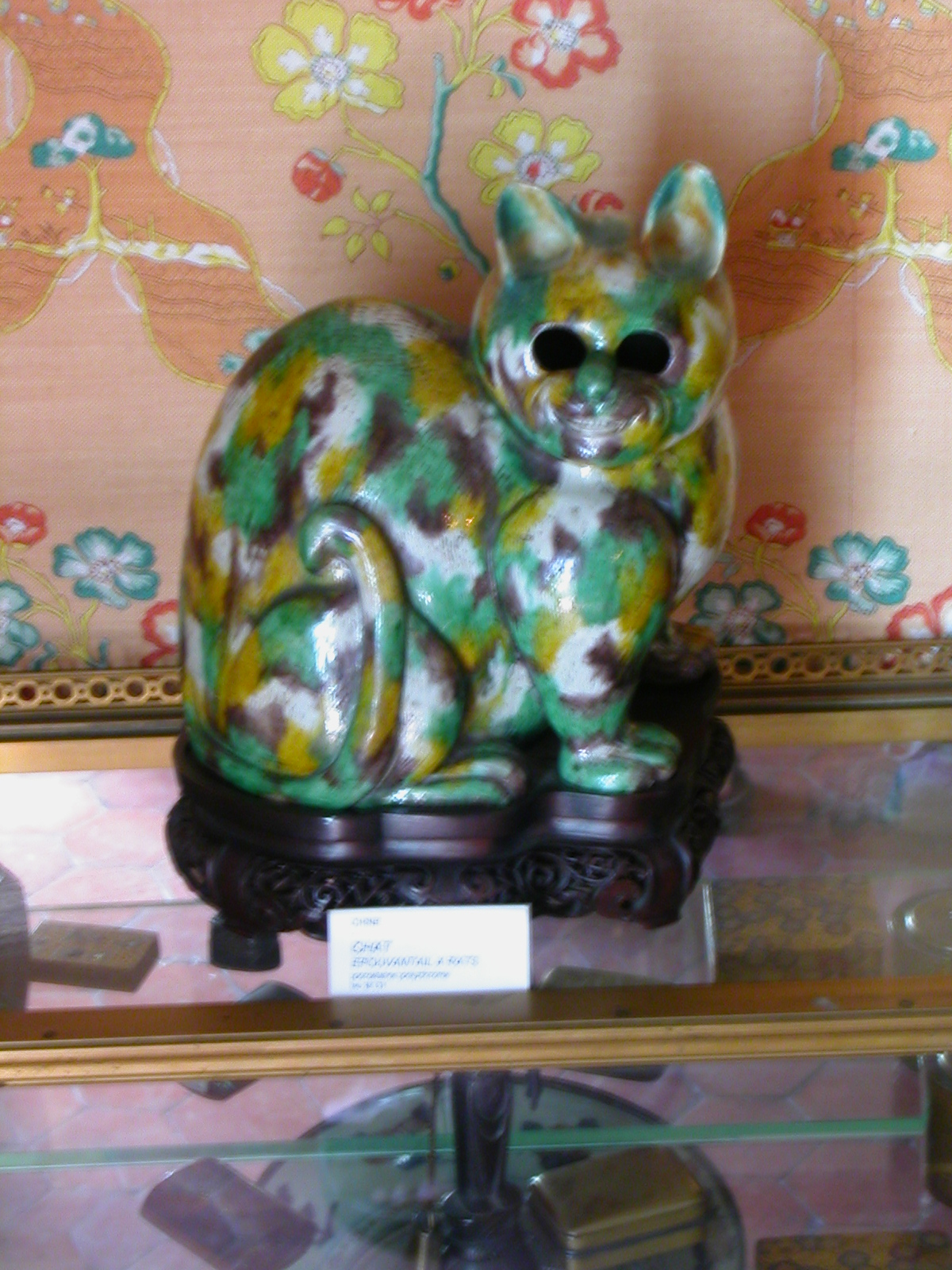
Chat en porcelaine chinoise.
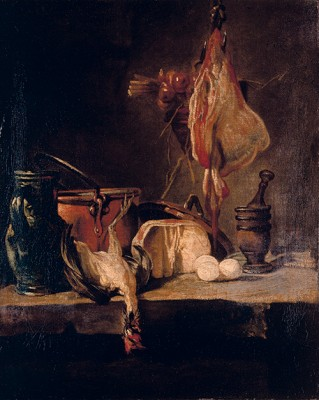
Nature morte à la raie et au panier d'oignons, par Jean Siméon Chardin en 1731.
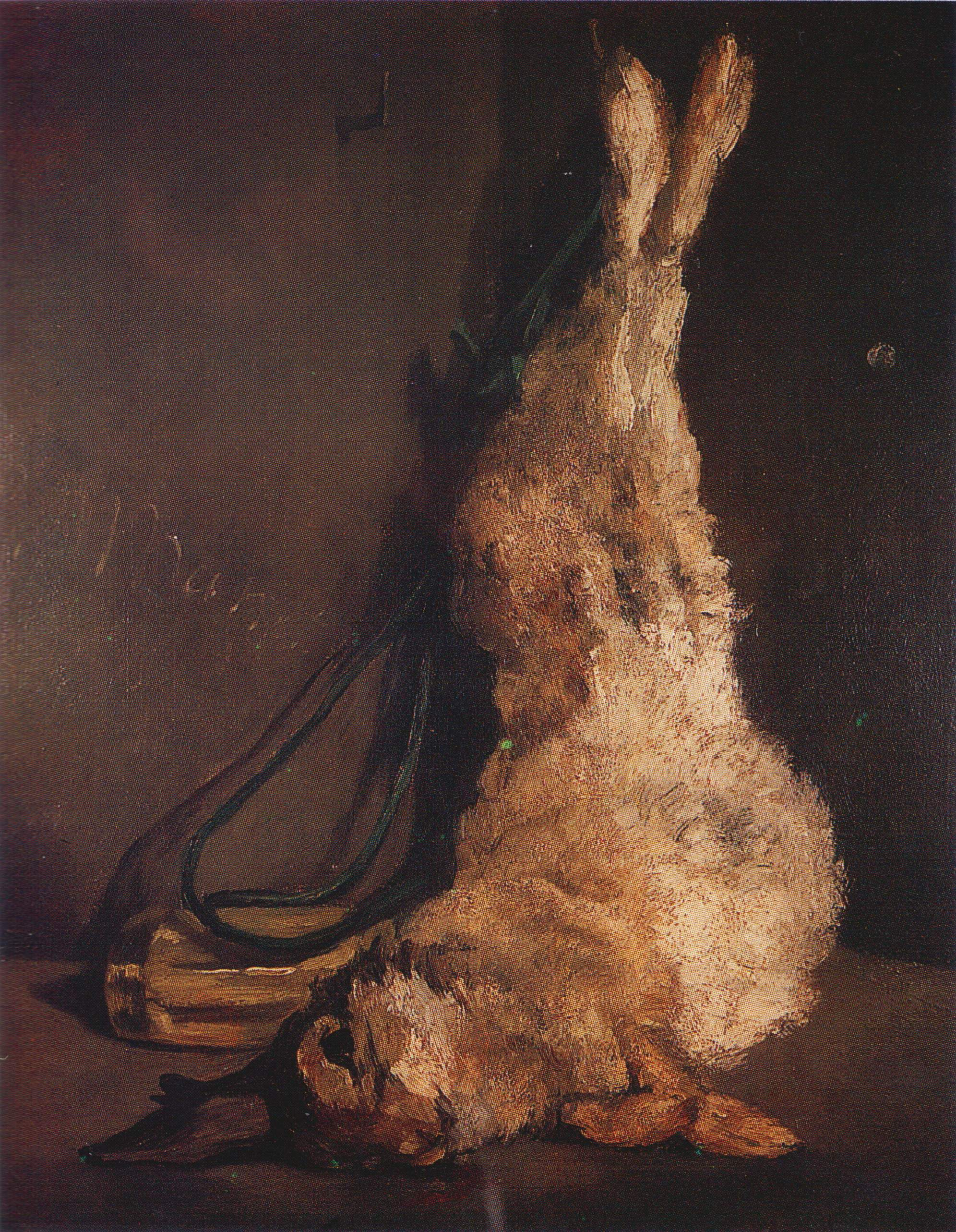
Le Lapin, par Édouard Manet en 1866.
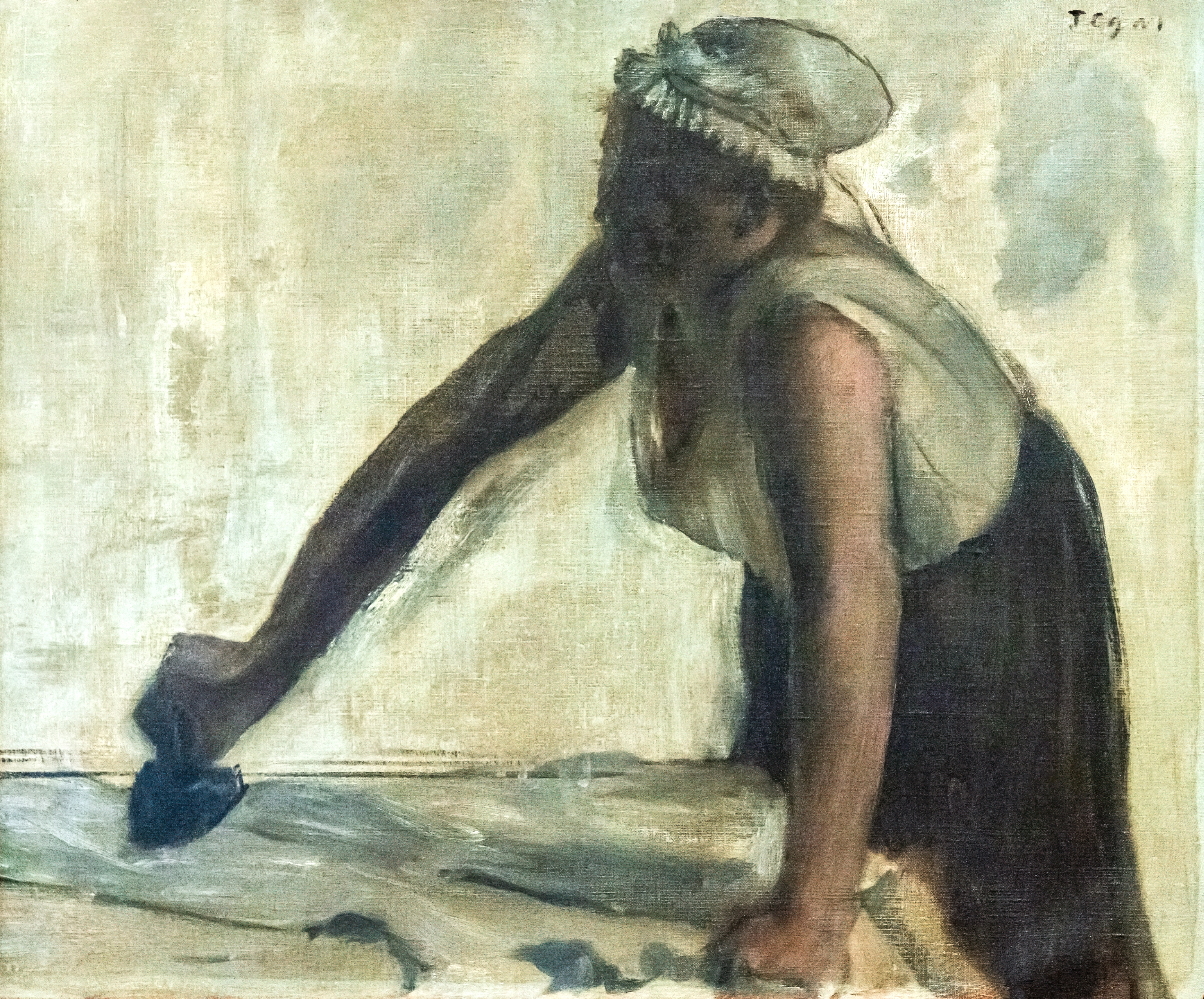
Repasseuse, par Edgar Degas vers 1874.
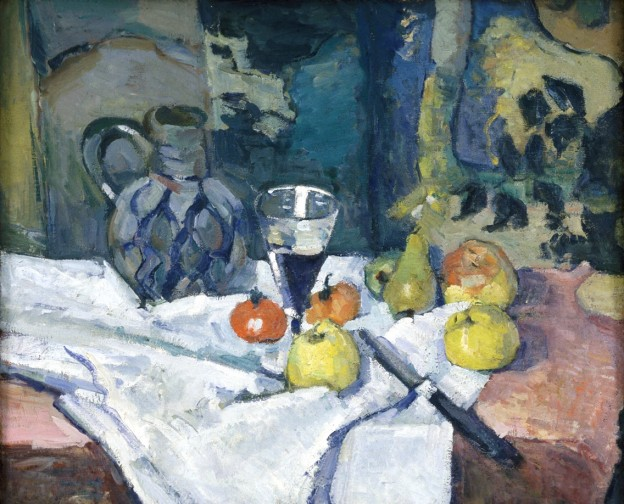
Nature morte au pot de grès, par Paul Cézanne en 1874.
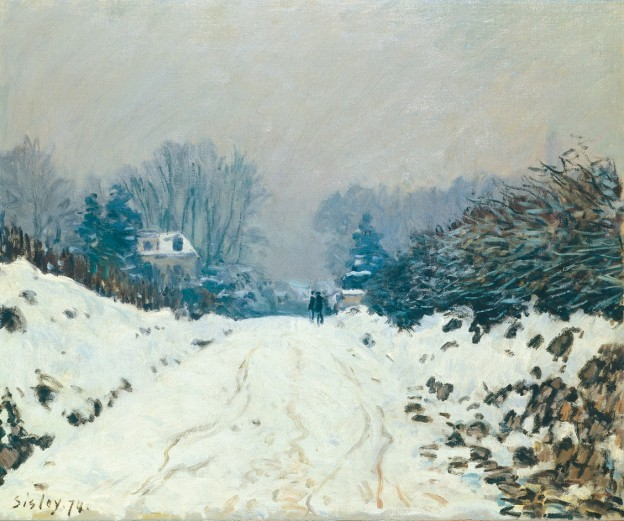
Paysage d'hiver à Louveciennes, par Alfred Sisley en 1874.
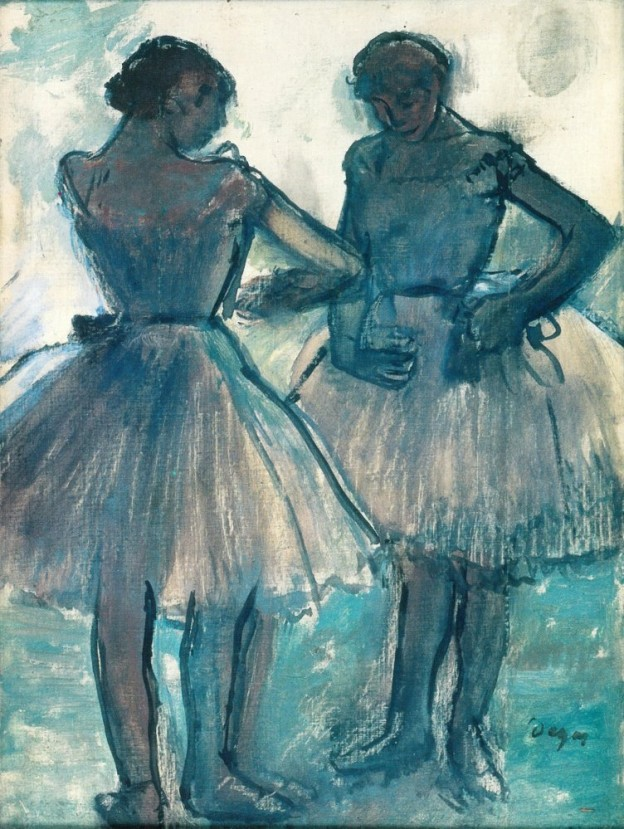
Deux Danseuses, par Edgar Degas en 1880-1885.
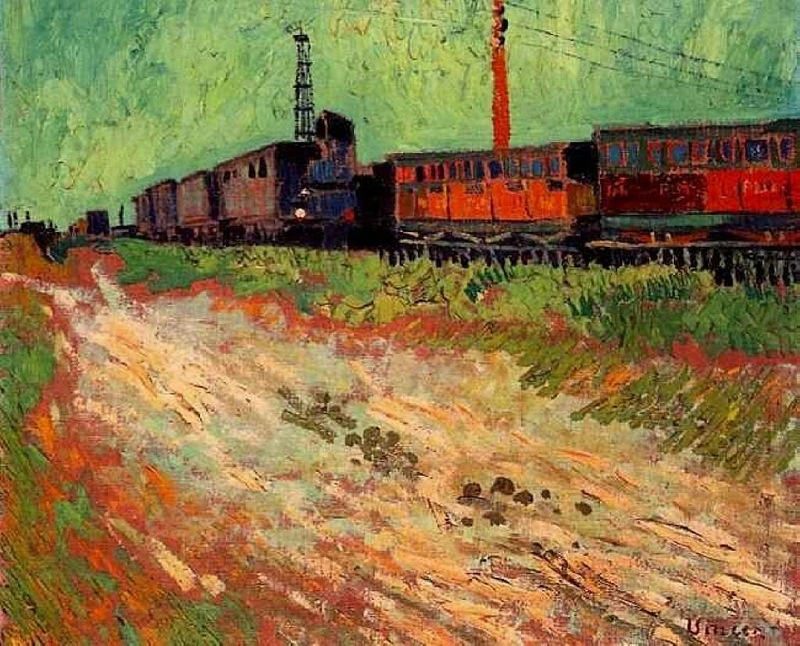
Wagons de chemin de fer à Arles, par Vincent van Gogh en août 1888.
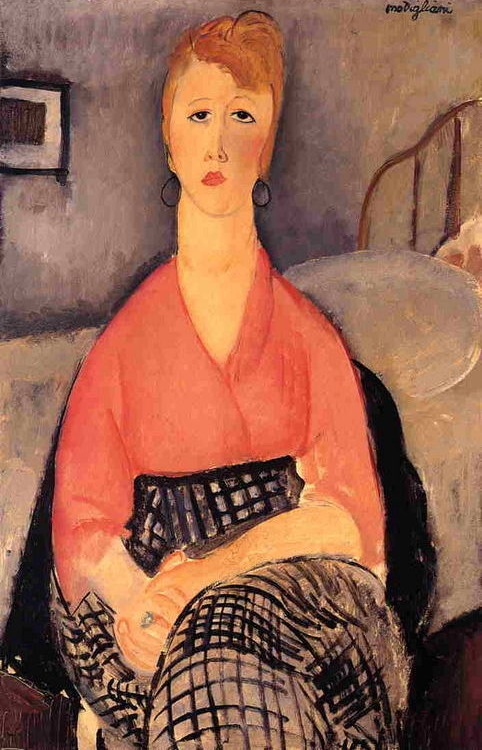
La Blouse rose, par Amedeo Modigliani en 1919.